# Símbolo PAO
El símbolo PAO (del inglés Period After Opening) es un símbolo gráfico que identifica el periodo de vida útil de un producto cosmético desde que se abre su envase por primera vez. Representa un tarro de cosméticos abierto sobre el que figura impreso un número de meses o años.
En la Unión Europea no se exige que los productos cosméticos con una fecha de uso preferente superior a 30 meses lleven impresa la leyenda "Consumir preferentemente antes de". En su lugar debe figurar "una indicación del período que puede pasar tras la apertura del envase sin que el producto cause daño alguno al consumidor". La Directiva Europea sobre Cosméticos define en su Anexo VIIIa el símbolo neutro de un tarro abierto que deben utilizar los fabricantes para indicar este periodo.
El período suele estar representado mediante un determinado número de meses seguido de la letra "M" (por ejemplo, "36M" si la duración es de 3 años) impreso sobre el tarro abierto o a la derecha del mismo. La letra "M" es la inicial para la palabra mes en numerosos idiomas además del español, tales como el alemán (Monat), danés (måned), francés (mois), gaélico (mí), griego (μήνας), inglés (month), italiano (mese), latín (mensis), letón (mēnesis), lituano (mėnesio), neerlandés (maand), polaco (miesiąc), portugués (mês), ruso (месяц), serbio (месец) o sueco (Månad). Asimismo representa los meses en la notación de fecha y hora ISO 8601.
La Afssaps, Agencia Francesa de la Salud, ha publicado una guía en la que propone un método para calcular el PAO. Este método se basa en la evaluación de cinco parámetros del producto: Formulación,Tipo de acondicionamiento, Duración del producto, Zona de aplicación y Población a la que va destinado.

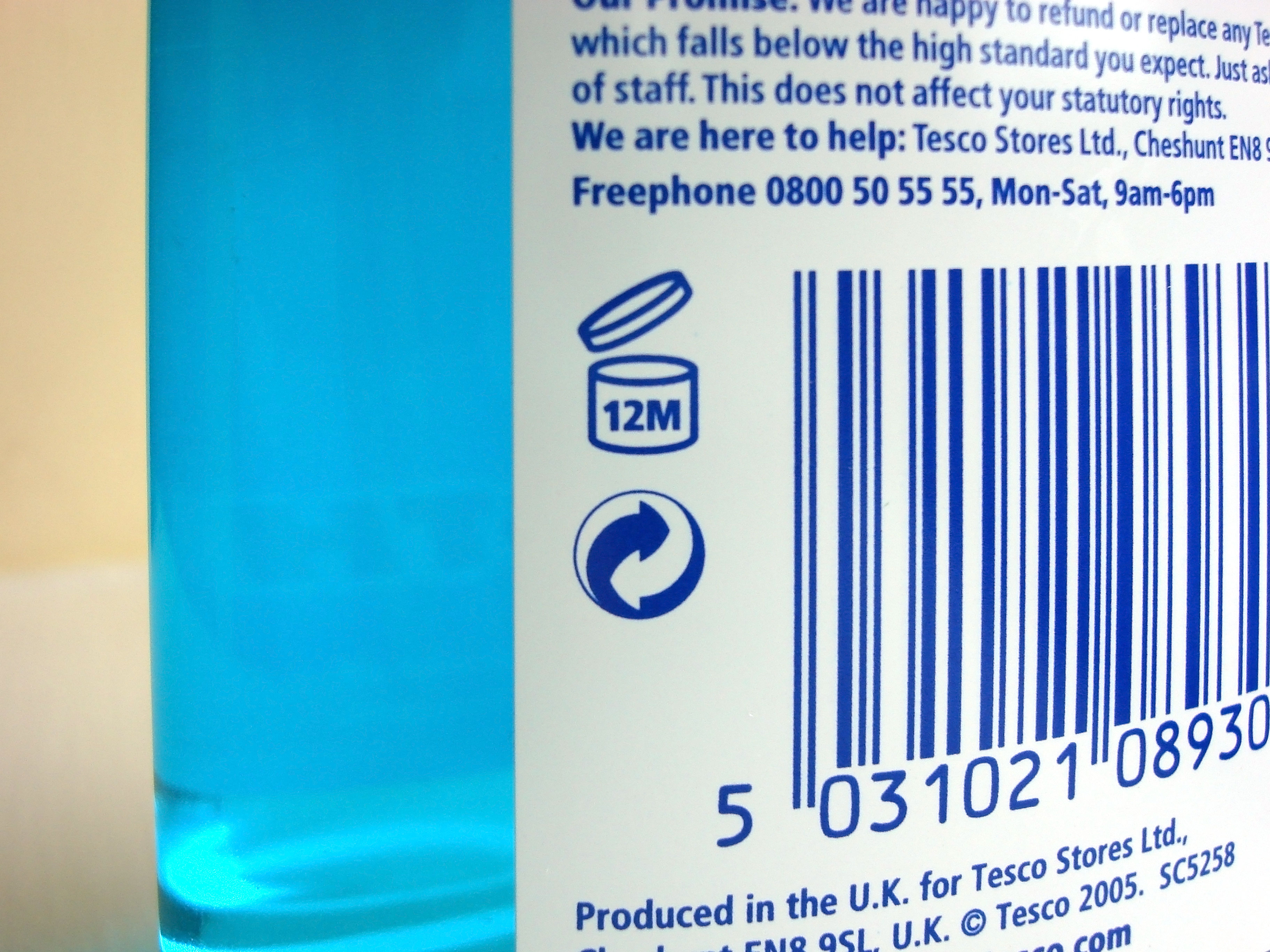
Símbolo PAO en una botella de enjuague bucal
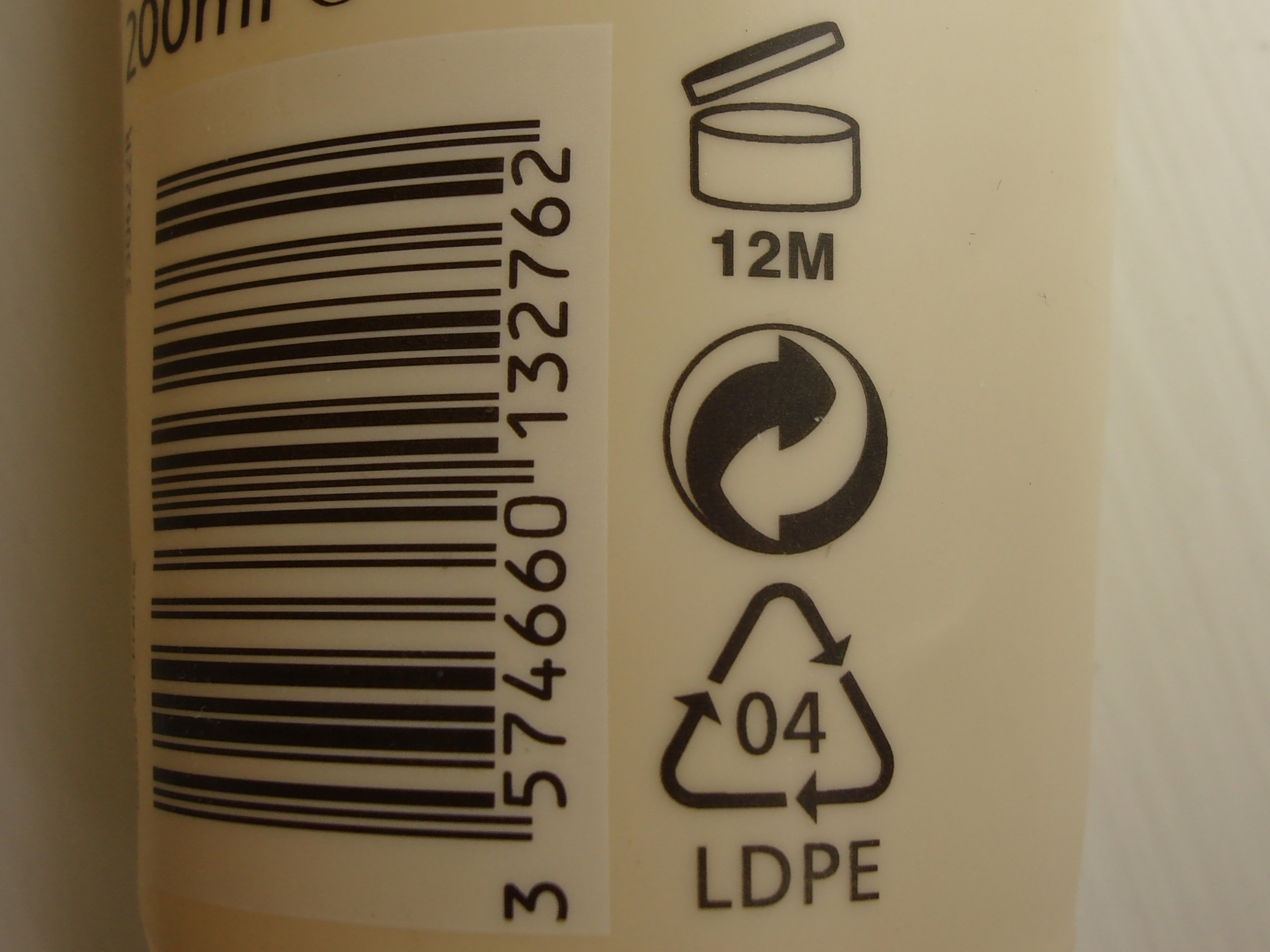
Símbolo PAO junto con el Punto Verde y el código de identificación de plásticos en una botella de loción.
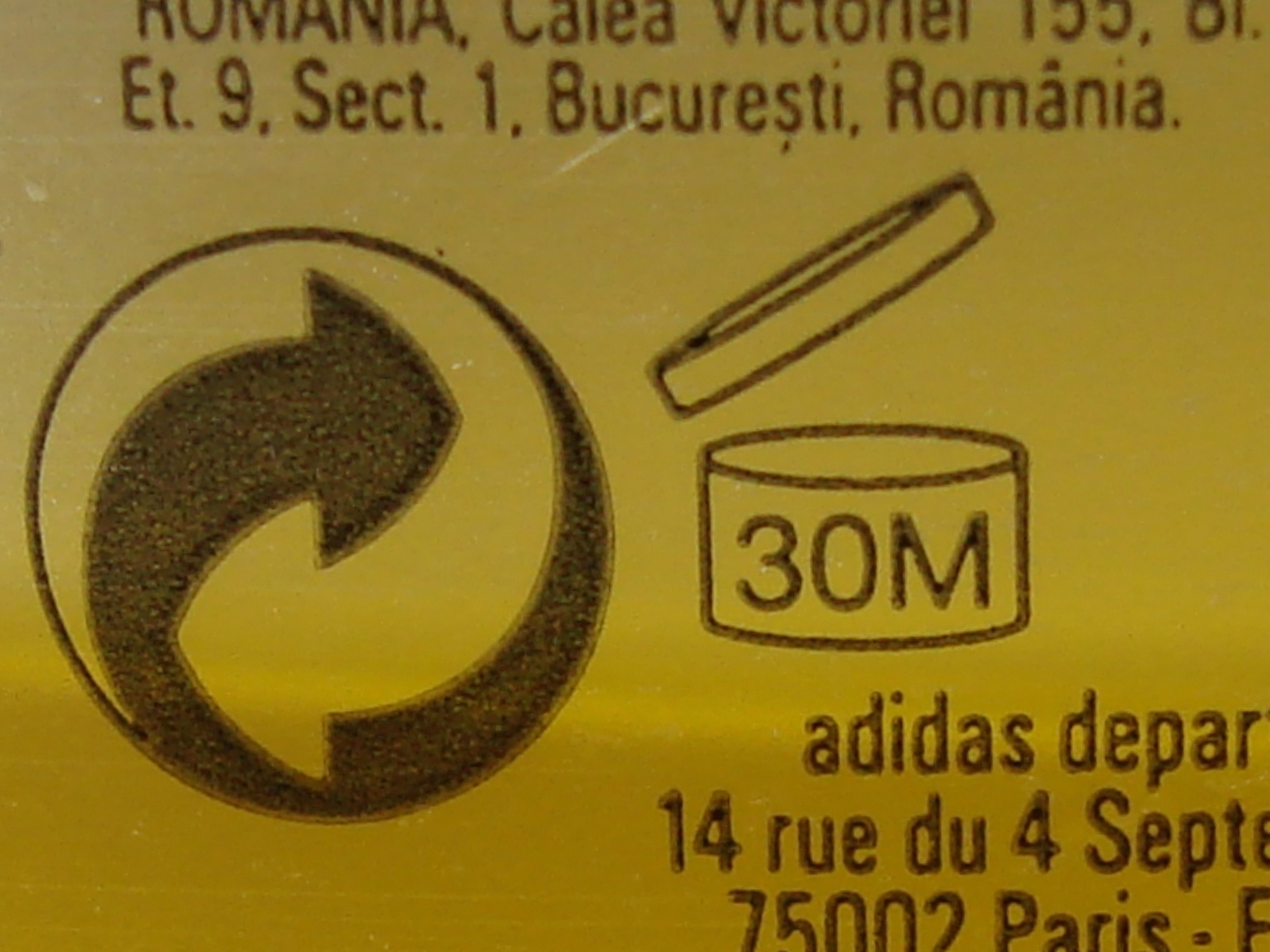
Símbolo PAO en una botella de gel de ducha.